# Primo Partito di Lettonia
Il Primo Partito di Lettonia (in lettone: Latvijas Pirmā Partija - LPP) è un partito politico di ispirazione cristiano-democratica attivo in Lettonia dal 2002 al 2007.
Ha costituito, insieme alla formazione denominata Via Lettone, un nuovo soggetto politico: Primo Partito di Lettonia - Via Lettone.